# Thiognatha
Thiognatha är ett släkte av fjärilar. Thiognatha ingår i familjen stävmalar.
Kladogram enligt Catalogue of Life:
| Thiognatha | \| \| Thiognatha mameti \| \| \| \| \| \| Thiognatha metachalca \| \| \| \| |
|            | \| \| Thiognatha mameti \| \| \| \| \| \| Thiognatha metachalca \| \| \| \| |
|            | Thiognatha mameti                                                           |
|            |                                                                             |
|            | Thiognatha metachalca                                                       |
|            |                                                                             |